# Steagul roșu

Steagul roşu este deseori folosit la manifestaţiile comuniste sau de extremă stângă, a fost folosit de unele state care au trecut printr-o revoluţie socialistă.

Steagul roșu este considerat,  în mod tradițional, un simbol al stângii, fiind mai vechi decât socialismul sau comunismul. Este asociat în principal cu ideologiile mai sus amintite sau cu cele revoluționare de stânga sau de extremă stânga. Se presupune că roșul este simbolul "sângele clasei muncitoare exploatate".
Mișcările socialiste, de stânga, radicale sau comuniste folosesc deseori steagul complet roșu sau uneori steagul roșu cu embleme sau texte care să întărească apartanența la respectiva ideologie. Steagul roșu poate fi văzut deseori arborat în timpul demonstrațiilor de protest, sau cu ocazia unor sărbători muncitorești, precum ziua de 1 Mai. 
Steagul roșu este asociat în conștiința publică cu ideologia comunistă. Steagul roșu este elementul principal al steagurilor Republicii Populare Chineze și al Uniunii Sovietice. Steagul roșu a fost multă vreme asociat cu mișcările social-democrate sau cu cele sindicale. Astfel, steagul roșu a fost folosit de Partidul Laburist din Regatuil Unit sau de Secțiunea Fanceză a Internaționalei Muncitorilor (SFIO) sau de alte grupuri similare din întreaga lume. Folosirea steagului roșu de către socieal democrați a început să fie abandonată în secolul al XX-lea, în condițiile în care tot mai mulți oameni se îndepărtau de mișcările de stânga. 
"A flutura steagul roșu" este un eufemism pentru "ațâțare", (vedeți și luptele de tauri), iar roșul este uneori considerat "culoarea sfidării."  În egală măsură însă, pentru semnalizarea unei primejdii poate fi folosit în egală măsură steagul roșu. 

## Istoric

Liderul socialist francez Jean Jaurès adresându-se muncitorilor de sub faldurile steagului roșu.

Începând încă din secolul al XV-lea, steagul roșu a fost considerat "steagul sfidării" . Steagul roșu era ridicat pe zidurile cetăților și castelelor asediate indicând că apărătorii nu sunt dispuși să se predea.  Arhivat în 24 martie 2007, la Wayback Machine..
Este cunoscut faptul istoric că pe la anul 1300, corăbiile normande arborau fanioane roșii care semnificau că nu aveau "să acorde cruțare", adică nu aveau să ia prizonieri în bătălie. Această folosire a steagului roșu a rămas în uz în secolul al XVII-lea, când el a fost adoptat de pirații (boucanier)  francezi din Indiile de Vest. Acești pirați obișnuiau să înalțe pentru început pavilionul Jolly Roger (Roger cel Vesel – steagul negru cu un craniu alb) pentru a-și intimida victimele. Dacă acestea alegeau să lupte în loc să acepte să fie abordați fără incidente, pirații arborau steagul roșu, ca semn că odată cucerită, corabia vizată și ocupanții ei nu aveau să se bucure de nicio îndurare. 
Steagul roșu a devenit asociat pentru prima oară cu politica de stânga în timpul Revoluției Franceze, când a fost adoptat de iacobini. Iacobinii controlau Comuna din Paris în timpul asaltului asupra palatului Tuileries, masacrelor din septembrie și de-a lungul întregii perioade a Regimului Terorii. 
În 1797, când marinarii Marinei Regale Britanice s-au revoltat la Nore, la gura râului Tamisa, ei au ridicat în semn de nesupunere steagul roșu pe mai multe dintre corăbiile răzvrătite. 
Steagul roșu a devenit simbolul răscoalei din orașul Merthyr Tydfil din1831, din South Wales, când muncitorii au preluat controlul asupra orașului pentru cinci zile, până când au fost înfrânți și masacrați de soldați. Se spune că steagul revoltei lor ar fi fost o cămașă înmuiată de Dic Penderyn în sânge de vițel. 
Socialiștii și republicanii radicali din timpul Revoluției din 1848 din Franța au adoptat steagul roșu ca simbol ostentativ al "sângelui muncitorilor furioși". Sprijinitorii mai modereatei A doua Republică Franceză, care a fost înființată în prima fază a revoluției, au preferat ca simbol steagul tricolor. Mai apoi, steagul roșu a devenit simbului Comunei din Paris în 1871, din care moment steagul a devenit un simbol strâns legat de socialism. Această tradiție a fost întărită de demonstrațiile din Chicago din 1886, care au dus la execuțiile celor opt din Haymarket (vedeți și: Revolta din Haymarket).
În Imperiul Rus, steagul roșu era folosit ca un avertisment. Satele care erau afectate de molimă sau ciumă trebuiau să arboreze steagul roșu pe cea mai înaltă clădire din localitate. Mai târziu, în timpul războiului civil, folosirea steagului roșu de către Armata Roșie, conducea la mari confuzii în rândul Armatei Albe, ai cărei soldați, atunci când vedeau steagul roșu fluturând într-o localitate aflată sub controlul bolșevicilor, nu știau dacă este vorba despre o așezare lovită de molimă și trebuia ocolită, sau, dimpotrivă, trebuia eliberată de sub stăpânirea inamicilor lor.
După victoria Revoluției din Octombrie, steagul roșu cu secera și ciocanul a fost adoptat ca steag oficial al noului stat sovietic și a fost folosit de mișcarea comunistă internațională. Ca urmare, mai multe ziare comuniste și socialiste au fost botezate Steagul roșu. Poate cel mai faimos a Die rote Fahne, ziarul Spartakusbund (Ligii Spartakiste) și mai apoi a  Partidului Comunist German.
Una dintre cele mai cunoscute imagini ale steagului roșu este cel al steagului roșu cu secerea și ciocanul-steagul URSS-ului arborat pe clădirea Reichstagului de Armata Roșie în timpul Bătăliei Berlinului din 1945. 
Steagul roșu și culoarea roșie în general au fost adoptate de Partidul Comunist Chinez, fiind în interacțiune într-un mod complex cu înțelesurile pe care chinezii le atribuiau în mod tradițional culorii. 
În ultimele decenii ale secolului trecut, partidele social-democrate au început să se îndepărteze de practica folosirii simbolului steagului roșu, dar aceste partide încă mai folosesc ca simbol "pătratul roșu", așa cum este cazul SPD-ului sau a Partidului Socialiștilor Europeni. 

## Partidul Laburist Britanic
Steagul roșu a fost simbolul Partidului Laburist Britanic de la întemeiere până al conferința din 1986, când a fost înlocuit de "trandafirul roșu". Trandafirul roșu a fost adoptat mai apoi de diferite partide social-democrate sau socialiste europene. Laburiștii britanici cântău imnul tradițional The Red Flag la sfârșitul fiecărei conferințe anuale, dar s-a renunțat o vreme la el. În februarie 2006, imnul Red Flag a fost cântat în Parlamentul Britanic la aniversarea a 100 de ani de la înființarea Partidului Laburist. 

## Legi pentru interzicerea steagului roșu
În timpul primei panici roșii din Statele Unite, mai multe state ale SUA au votat legi care interziceau arborarea sau expunerea în public a steagului roșu, printre acestea aflându-se Minnesota, Dakota de Sud și Oklahoma. Cele mai multe astfel de legi au fost anulate de legislativele statelor, dar în Oklahoma se mai prevede încă: "arborarea unui steag roșu sau altei embleme sau baner indicând lipsă de loialitate față de guvernul Statelor Unite sau o credință în anarhie sau altă doctrină politică sau credința a căror ținte sunt ori subminarea sau distrugerea guvernării organizate, sau sfidarea legilor Statelor Unite sau a Statului Oklahoma"este o  crimă care poate fi pedepsită cu 10 ani de închisoare și o amendă de 1.000 de dolari americani.